# Carve Her Name with Pride
Carve Her Name with Pride es una película británica en blanco y negro de guerra y drama de 1958 basada en el libro homónimo de R.J. Minney. Desarrollada durante la Segunda Guerra Mundial, la película está basada en la real historia de la agente de la Dirección de Operaciones Especiales Violette Szabo, GC, con Virginia McKenna en el papel principal.
La película incluye la lectura del poema The Life That I Have, escrito por Leo Marks y entregado a Szabo cuando se fue en una misión a Francia ocupada por los nazis.

## Trama
Violette Bushell es una joven mujer cuyo padre es inglés y su madre francesa, que vive en Londres durante la Segunda Guerra Mundial. Conoce al oficial Etienne Szabo, del Ejército de Tierra Francés, estacionado en la ciudad, y a los tres días ya están comprometidos para casarse. Tienen una hija, Tania, pero Etienne nunca llega a verla porque lo matan en el Norte de África. Violette Szabo y su hija se mudan a casa de los padres de ella.
Por sus habilidades lingüísticas, la viuda Szabo es reclutada como espía en el gobierno británico. En su primer misión, se asocia con el capitán Tony Fraser (Paul Scofield), un hombre que había conocido antes y le había gustado. Ella se lanza en paracaídas en Francia, y comparte un compartimento de tren a Ruan con unos soldados nazis que muestran curiosidad. El grupo de la Resistencia francesa resistencia de Fraser había sido establecido en Ruan, pero traicionados. El trabajo de las nuevas llegadas es contactar con cualquier superviviente y explotar un gran viaducto de tren. Un miembro de la Resistencia con el que contacta Szabo le dice que otro superviviente, un mecánico de garaje (André Maranne), es sospechoso, pero Szabo decide correr el riesgo de reunirse con él. El mecánico le informa que solo tres de 98 miembros del grupo permanecen. No obstante, ella le persuade para intentar explotar el viaducto. Descubierta e interrogada por la Gestapo, Szabo es liberada con la esperanza de que conducirá a los alemanes hasta sus compañeros. Pero consigue eludirlos y reunirse en París con Fraser, quien la felicita: el viaducto fue destruido.
Después de su retorno a Inglaterra, Fraser le garantiza a Szabo que no tendrá que ir tras las líneas enemigas de nuevo, pero debido a la falta de agentes con experiencia, le piden que haga eso mismo. Ella acepta, saltando en paracaídas a Francia. Vuelve a estar bajo el mando de Fraser, esta vez en la región de Limoges. Szabo se establece con un guía para contactar con diversas unidades de la Resistencia para coordinar sus acciones. Sin embargo, cuando conducen por un pueblo, ven a otro hombre francés disparando a dos soldados alemanes que pasaban en moto, y ella y su guía se meten en un tiroteo con una patrulla alemana. Cuando ella se tuerce el tobillo mientras huye, se queda detrás para cubrir al guía mientras nada por el río. Se queda sin munición y es capturada.
A pesar de ser torturada, Szabo se niega a dar información. Finalmente, se reúne con dos agentes mujeres con las que hizo amistad durante su entrenamiento inicial, Lilian Rolfe y Denise Block, en una prisión nazi de París. Mientras las fuerzas aliadas avanzan hacia París, las mujeres se colocan en un tren a Alemania. Cuando el tren es bombardeado por las fuerzas aéreas aliadas, las mujeres tienen una oportunidad de intentar escapar, pero Szabo inmediatamente busca agua para los prisioneros. Uno de ellos es Fraser. Esa noche, Szabo y Fraser reconocen el amor que sienten el uno por el otro.
El hombre y la mujer son separados. Las tres mujeres son entregadas a un campo de concentración, donde, un día, son ejecutadas.
Tras la guerra, Tania y sus abuelos van al Palacio de Buckingham, donde el rey entrega a la niña la Cruz de San Jorge que le ha sido concedida a su madre a título póstumo. Más tarde, conocen a Fraser.

## Reparto
| Actor             | Personaje                      | Notas                                |
| ----------------- | ------------------------------ | ------------------------------------ |
| Virginia McKenna  | Violette Szabo                 |                                      |
| Paul Scofield     | Tony Fraser                    |                                      |
| Jack Warner       | Sr. Charles Bushell            | padre de Violette                    |
| Denise Grey       | Señora Bushell                 | madre de Violette                    |
| Alain Saury       | Etienne Szabo                  |                                      |
| Maurice Ronet     | Jacques                        |                                      |
| Anne Leon         | Lilian Rolfe                   |                                      |
| Sydney Tafler     | Potter                         |                                      |
| Avice Landone     | Vera Atkins                    | asistente del Coronel Buckmaster     |
| Nicole Stéphane   | Denise Bloch                   |                                      |
| Noel Willman      | Interrogador                   |                                      |
| Bill Owen         | Instructor de NCO              | quien entrena a Szabo, Rolfe y Bloch |
| Billie Whitelaw   | Winnie                         |                                      |
| William Mervyn    | Cnel. Maurice Buckmaster       |                                      |
| Michael Goodliffe | Codificador experto            |                                      |
| André Maranne     | Hombre del garaje              |                                      |
| Harold Lang       | Comandante Suhren              |                                      |
| Michael Caine     | Prisionero sediento en el tren | sin acreditar                        |
| Victor Beaumont   | Cnel. alemán                   |                                      |

## Premios nominados
Premios de Cine de la Academia Británica – Virginia McKenna

## La real Violette Szabo
Virginia McKenna fue una estrella de cine británico popular y ofrece una emocionante actuación como una de las heroínas más notables de la Segunda Guerra Mundial, pero físicamente se parece muy poco al sujeto. Más bien que la McKenna rubia, la real Violette Szabo era morena con ojos oscuros pequeños. McKenna da a Szabo un marcado acento del sur de Londres en las escenas inglesas (y una pronunciación recibida cuando "habla francés"), y su actuación esta en la tradición de la heroína de "labio superior rígido" esperada por la audiencia en los años 1950. La película en sí, estrenada en 1958, no muestra el horror completo del tratamiento sufrido por Szabo durante su cautiverio, especialmente en el Campo de concentración de Ravensbrück, o el modo en que la ejecutaron, pero da una buena impresión de su valentía y fuerza.
La película y la actuación distinguida de McKenna proporcionan un adecuado tributo a Violette Szabo, descrita en la citación del Cruz de San Jorge otorgada a título póstumo por haber ofrecido un «magnífico ejemplo de valor y firmeza»; por su hija, Tania, en el título del libro sobre las misiones de su madre que publicó en 2007, como «joven, valiente y bonita»; y por la agente del SOE Odette Sansom, GC, quien sobrevivió a Ravensbrück, como «la más valiente de todos nosotros».
Denise Bloch y Lilian Rolfe fueron miembros agentes de SOE, y fueron ejecutadas con Violette Szabo el 5 de febrero de 1945 en Ravensbrück. El Coronel Maurice Buckmaster fue jefe de la Sección F de SOE, y Vera Atkins fue su asistente en la sección de inteligencia, con especial responsabilidad con las agentes mujeres.
Vera Atkins, Odette Sansom y Leslie Fernández, una de las instructoras de Szabo en la SOE y una agente de campo, fueron ayudantes en la película.
El personaje de Tony Fraser fue creado por motivos dramáticos, pero está basado en el amigo de Szabo en sus misiones a Francia, y organizador del circuito Salesman, Philippe Liewer ('Mayor Charles Staunton').

## The Life That I Have
El poema, The Life That I Have, también conocido como Yours, recitada a Violette por su marido Etienne, se creyó por una vez que había sido escrito especialmente para la película, pero fue en realidad el poema entregado a ella en marzo de 1944 por el criptógrafo de SOE Leo Marks, y escrito por él en la Víspera de Navidad en 1943 en memoria de su amiga, Ruth, quien había muerto recientemente en un accidente de avión. Marks, quien se convirtió en guionista tras la guerra, solo dejaría usar el poema con la condición de que su paternidad literaria no fuese revelada.